# Loasa nitida
Loasa nitida är en brännreveväxtart som beskrevs av Louis Auguste Joseph Desrousseaux. Loasa nitida ingår i släktet Loasa och familjen brännreveväxter. Inga underarter finns listade i Catalogue of Life.